# Erik Törnros
Erik Törnros (sinh ngày 11 tháng 6 năm 1993) là một cầu thủ bóng đá người Thụy Điển thi đấu cho Gefle ở vị trí tiền đạo. Trước đây anh thi đấu tại HB Køge và Dalkurd.

## Sự nghiệp
Ngày 4 tháng 8 năm 2016, Törnros ký hợp đồng cho PS Kemi theo dạng cho mượn cho phần còn lại của mùa giải.